# 東北博爾頓 (英國國會選區)
東北博爾頓（英語：Bolton North East），英國國會一自治市選區，位於英格蘭大曼徹斯特郡博爾頓都市自治市東北部。創設於1983年。
該區是工黨和保守黨爭持的選區。自1997年英國大選開始，工黨的大衛·克勞比連任至今。。